# Avienus (Cognomen)
Avienus (wahrscheinlich „aus der gens Aviena“) ist ein römisches Cognomen, das ursprünglich das Gentilnomen der gens Aviena war und in der Spätantike auch als Cognomen und Signum verwendet wurde.

## Namensträger
- Flavius Avienus iunior, römischer Konsul 500/1
- Gennadius Avienus, römischer Konsul 450
- Postumius Rufius Festus Avienus, römischer Dichter, 4. Jahrhundert
- Rufius Magnus Faustus Avienus iunior, römischer Konsul 501/2
- Valerius Messalla Avienus, römischer Prätorianerpräfekt für Italien und Africa 396–98